# Kazimierz Korab
Kazimierz Korab (ur. 23 kwietnia 1949 w Żyznowie) – polski socjolog, doktor habilitowany nauk humanistycznych, profesor Szkoły Głównej Gospodarstwa Wiejskiego w Warszawie (SGGW).

## Życiorys
Był profesorem na Wydziale Nauk Społecznych SGGW – prowadził wykłady m.in. z historii myśli socjologicznej, socjologii nauki oraz socjologii polityki (2002–2010). W latach 1998–2001 był dyrektorem Departamentu Strategii i Rozwoju Edukacji w Ministerstwie Edukacji Narodowej. Następnie w latach 2011–2014 był rektorem Wyższej Szkoły im. Bogdana Jańskiego w Warszawie. Był członkiem sekcji Oświaty i Wychowania NSZZ „Solidarność”.
Kazimierz Korab jest prezesem fundacji – Międzynarodowy Instytut Edukacji (od 2009) oraz dyrektorem Polonijnego Liceum Ogólnokształcącego Niepublicznego „Klasyk”.

## Publikacje
Kazimierz Korab jest autorem m.in. Socjotechnika w mass mediach (red., 1997), Polska. Co dalej? (2001), Powinności i zadania nauczycieli w okresie Komisji Edukacji Narodowej (2002), Władysław Grabski jako socjolog wsi (2004), Wirtual. Czy nowy wspaniały świat? (red., 2010), Pseudonauka. Choroba, magia czy biznes? (red., 2011) oraz książki Polityka. Zmierzch czy odrodzenie?, Księgarnia Ośrodka Myśli Politycznej (OMP) 2018, 517 s. ISBN 9788364753916.